# Donau-Sumpfdeckelschnecke
Die  Donau-Sumpfdeckelschnecke (Viviparus acerosus), auch Donau-Flussdeckelschnecke, ist eine im Süßwasser lebende Schnecke, die zur Ordnung der Architaenioglossa gestellt wird.

## Merkmale
Die Gehäuse sind bis knapp 6 cm hoch und etwa 4 cm breit. Dabei sind die Weibchen etwas schlanker (= geringere Breite) als die Männchen. Die Gehäuse sind graugelb mit drei mehr oder weniger deutlich ausgebildeten roten Bändern auf den Windungen. Insgesamt werden sieben Windungen gebildet. Der Apex ist klein und zugespitzt. Die ersten beiden Windungen nehmen gering zu und sind ziemlich flach, die folgenden Windungen nehmen dagegen sehr rasch zu, etwas mehr in der Höhe als in der Breite. Die Windungen sind durch eine gut ausgeprägte Naht voneinander abgesetzt.

## Lebensraum und Verbreitung
Die Art lebt in ruhigen Flüssen oder in Seen, fast ausschließlich im Donaugebiet, hauptsächlich von Wien donauabwärts und in einer isolierten Population bei Passau. Im Pleistozän war die Art weiter in Westeuropa verbreitet.

## Systematik
Zur Art wird auch die ausgestorbene "Form" Viviparus acerous f. clactonensis gestellt. Der systematische Status ist unklar.

## Ähnliche Arten
Bei der Italienischen Sumpfdeckelschnecke (Viviparus ater) nehmen die ersten Windungen stärker in der Höhe zu als bei der Donau-Sumpfdeckelschnecke, deren erste beiden Windungen sehr flach sind.

## Gefährdung
Die Art ist in Deutschland stark gefährdet und steht deshalb auf der Roten Liste der bedrohten Arten in Deutschland und Österreich (2 = stark gefährdet). Auch in Tschechien ist die Art als gefährdet eingestuft.